# Печёнкин, Павел Никитович
Павел Никитович Печёнкин (14 июня 1926 — 25 мая 1994) — передовик советского сельского хозяйства, бригадир комплексной бригады колхоза имени Фрунзе Егорьевского района Алтайского края, Герой Социалистического Труда (1974).

## Биография
Родился 14 июня 1926 года в селе Сросты, Рубцовского округа Сибирского края в русской крестьянской семье. Работать начал после окончания курсов трактористов во время Великой Отечественной войны в 1943 году в Ворошиловской машинно-тракторной станции. В 1952 году назначен бригадиром тракторной бригады колхоза имени Фрунзе.
В 1963 году окончил Рубцовский сельскохозяйственный техникум.
Возглавил бригаду №2, которая в 1970 году выступила с инициативой организовать социалистическое соревнование за бережливость и экономию. Данное обязательство его бригада перевыполнила почти в три раза. По итогам работы в восьмой пятилетки был награждён Орденом Трудового Красного Знамени, а в 1972 году удостоен ордена Ленина.  
Указом Президиума Верховного Совета СССР от 23 апреля 1974 года за проявленную трудовую доблесть, большую работу по коммунистическому воспитанию и профессиональной подготовке молодёжи Павлу Никитовичу Печёнкину присвоено звание Героя Социалистического Труда с вручением ордена Ленина и золотой медали «Серп и Молот».
Избирался делегатом XXII съезда КПСС, был делегатом XVII съезда ВЛКСМ.
Проживал в родном селе Сросты. Умер 25 мая 1994 года. Похоронен на сельском кладбище.

## Награды
За трудовые успехи удостоен:
- золотая звезда «Серп и Молот» (23.04.1974)
- два ордена Ленина (13.12.1972, 23.04.1974)
- Орден Трудового Красного Знамени (08.04.1971)
- Медаль «За трудовую доблесть» (28.05.1960)
- другие медали.
- Заслуженный механизатор сельского хозяйства РСФСР (26.10.1972).